# Grand Prix Evropy 2004

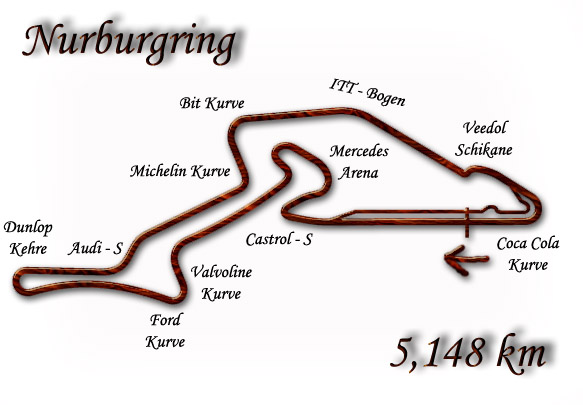
Nürburgring 2003

Grand Prix Evropy XLVIII Grosser Pries von Europa
- 30. květen 2004
- Okruh Nürburgring
- 60 kol x 5,148 km = 308,863 km
- 720. Grand Prix
- 76. vítězství Michaela Schumachera
- 173. vítězství pro Ferrari

## Výsledky
| Pozice | Jezdec               | Vůz             | Čas         |
| ------ | -------------------- | --------------- | ----------- |
| 1      | Michael Schumacher   | Ferrari F2004   | 1:32'35.101 |
| 2      | Rubens Barrichello   | Ferrari F2004   | á 0:17:989  |
| 3      | Jenson Button        | BAR 006         | á 0:22:533  |
| 4      | Jarno Trulli         | Renault R 24    | á 0:53:673  |
| 5      | Fernando Alonso      | Renault R 24    | á 0:60:987  |
| 6      | Giancarlo Fisichella | Sauber C 23     | á 0:73:448  |
| 7      | Mark Webber          | Jaguar R5       | á 0:76:206  |
| 8      | Juan Pablo Montoya   | Williams FW26   | á 1 kolo    |
| 9      | Felipe Massa         | Sauber C 23     | á 1 kolo    |
| 10     | Nick Heidfeld        | Jordan EJ 14    | á 1 kolo    |
| 11     | Olivier Panis        | Toyota TF 104   | á 1 kolo    |
| 12     | Christian Klien      | Jaguar R5       | á 1 kolo    |
| 13     | Giorgio Pantano      | Jordan EJ 14    | á 2 kola    |
| 14     | Gianmaria Bruni      | Minardi PS 04 B | á 3 kola    |
| 15     | Zsolt Baumgartner    | Minardi PS 04 B | á 3 kola    |
| Kolo   | Odstoupili           | -               | -           |
| 47     | Takuma Sató          | BAR 006         | Motor       |
| 25     | David Coulthard      | McLaren MP 4/19 | Motor       |
| 9      | Kimi Räikkönen       | McLaren MP 4/19 | Motor       |
| 0      | Ralf Schumacher      | Williams FW26   | kolize      |
| 0      | Cristiano Da Matta   | Toyota TF 104   | kolize      |

### Nejrychlejší kolo
- Michael SCHUMACHER Ferrari 	1'29.468 - 207.144 km/h

### Vedení v závodě
- 1-8 kolo Michael Schumacher
- 9 kolo Fernando Alonso
- 10-11 kolo Takuma Sató
- 12-15 kolo Rubens Barrichello
- 16-60 kolo Michael Schumacher

### Postavení na startu
- Červeně – výměna motoru / posunutí o 10 příček na startu
- Modře – penalizace 1 sekundy za ignorování žlutých vlajek

| 1. řada  | 1                  | 2                    |
|          | Michael Schumacher | Takuma Sato          |
|          | Ferrari            | BAR                  |
|          | 1'28.351           | 1'28.986             |
| 2. řada  | 3                  | 4                    |
|          | Jarno Trulli       | Kimi Räikkönen       |
|          | Renault            | McLaren              |
|          | 1'29.135           | 1'29.137             |
| 3. řada  | 5                  | 6                    |
|          | Jenson Button      | Fernando Alonso      |
|          | BAR                | Renault              |
|          | 1'29.245           | 1'29.313             |
| 4. řada  | 7                  | 8                    |
|          | Rubens Barrichello | Juan Pablo Montoya   |
|          | Ferrari            | Williams             |
|          | 1'29.353           | 1'29.354             |
| 5. řada  | 9                  | 10                   |
|          | Ralf Schumacher    | Olivier Panis        |
|          | Williams           | Toyota               |
|          | 1'29.459           | 1'29.697             |
| 6. řada  | 11                 | 12                   |
|          | Cristiano da Matta | Christian Klien      |
|          | Toyota             | Jaguar               |
|          | 1'29.706           | 1'31.431             |
| 7. řada  | 13                 | 14                   |
|          | Nick Heidfeld      | Mark Webber          |
|          | Jordan             | Jaguar               |
|          | 1'31.604           | 1'30.797             |
| 8. řada  | 15                 | 16                   |
|          | Giorgio Pantano    | Felipe Massa         |
|          | Jordan             | Sauber               |
|          | 1'31.979           | 1'31.982             |
| 9. řada  | 17                 | 18                   |
|          | David Coulthard    | Gianmaria Bruni      |
|          | McLaren            | Minardi              |
|          | - -- ---           | 1'34.022             |
| 10. řada | 19                 | 20                   |
|          | Zsolt Baumgartner  | Giancarlo Fisichella |
|          | Minardi            | Sauber               |
|          | 1'34.398           | - -- ---             |
| -------- | ------------------ | -------------------- |

### Zajímavosti
- Takuma Sato startoval v 25 GP
- Michael Schumacher byl 4 299 kol čele závodu druhý Ayrton Senna má 2986 kol
- Olivier Panis po 13 v kariéře dokončil závod na 11 místě.